# GK Entertainment
GK Entertainment（ジーケーエンターテインメント、英語表記：GK entertainment co., Ltd）は、アニメーション制作を主な事業内容とするGKH傘下の大韓民国の企業である。

## 概要・沿革
- 商号：株式会社GK Entertainment（英語表記：GK entertainment co., Ltd）
- 設立：2006年2月1日
- 代表：姜兌龍
- 社員数：約120名
- 本社所在地：京畿道富川市遠美区春衣洞202番

ゴンゾグループの持株会社GDHが100パーセント出資で2006年2月1日に設立したアニメ制作会社。優秀なスタッフとの人材交流や育成を行ってゴンゾの制作体制をさらに強化し、作品の安定したクオリティーを保つためだけでなく、韓国を拠点とした新たなアジア方面の市場拡大などを目的として設立された。『スラップアップパーティー -アラド戦記-』で、ゴンゾと共同で初の元請け制作を行う。
ゴンゾグループの経営難により、2009年10月、全株式がGKHに売却され、グループを離脱した。
多くの作品の場合、「GK Entertainment」「GK ENTERTAINMENT」「GK animation」の名義でクレジットされる。

## 作品履歴

### テレビシリーズ

#### 元請け作品
- アラド戦記 〜スラップアップパーティー〜 （2009年、GONZOとの共同制作）

#### 下請け作品
- 名探偵コナン （1996年-、動画・仕上げ）※途中から参加
- アフロサムライ （2007年、動画・仕上）
- ウィッチブレイド （2006年、原画・第二原画・動画・仕上）
- RED GARDEN （2006年-2007年、原画・第二原画・動画・仕上）
- N・H・Kにようこそ! （2006年、原画・第二原画・動画・仕上げ）
- D.Gray-man （2006年-、原画・第二原画）
- バーテンダー （2006年、原画・第二原画・動画・仕上げ）
- 月面兎兵器ミーナ （2007年、原画協力）
- 京四郎と永遠の空 （2007年、原画・動画・デジタル仕上げ）
- ロミオ×ジュリエット （2007年、原画・動画・第2原画・仕上げ）
- 風のスティグマ （2007年、原画・第二原画・動画・仕上げ・制作協力）
- ぼくらの （2007年、原画・第二原画・動画・仕上）
- おおきく振りかぶって （2007年、原画・第2原画・動画・ペイント）
- ルパン三世 霧のエリューシヴ （2007年、背景）
- 魔人探偵脳噛ネウロ （2007年-2008年、原画・第2原画・動画・仕上）
- ドラゴノーツ -ザ・レゾナンス- （2007年-2008年、原画・動画・仕上げ）
- PRISM ARK （2007年、原画・動画・着彩）
- ロザリオとバンパイア （2008年、原画・第二原画・動画・デジタルペイント・OPED原画・動画・デジタルペイント）
- PERSONA -trinity soul- （2008年、原画）
- GUNSLINGER GIRL -IL TEATRINO- （2008年、原画・第二原画・動画・仕上げ）
- ネオ アンジェリーク Abyss （2008年、原画・動画・仕上げ）
- イタズラなKiss （2008年、原画）
- ドルアーガの塔 〜the Aegis of URUK〜 （2008年、原画・動画・デジタルペイント）
- コードギアス 反逆のルルーシュR2 （2008年、第二原画）
- ブラスレイター （2008年、動画・仕上）
- クリスタル ブレイズ （2008年、動画・仕上・背景・制作協力）
- ヴァンパイア騎士 （2008年、原画）
- ストライクウィッチーズ （2008年、動画・仕上）
- 薬師寺涼子の怪奇事件簿 （2008年、第二原画・動画・仕上）
- 惡の華 （2013年、動仕協力）
- カードファイト!! ヴァンガードG （2015年、原画）

### 劇場映画
- 名探偵コナン 紺碧の棺 （2007年、原画・動画・デジタルペイント）
- 劇場版 灼眼のシャナ （2007年、美術協力）
- ヱヴァンゲリヲン新劇場版:序 （2007年、原画・第二原画・動画）
- 名探偵コナン 戦慄の楽譜 （2008年、原画・第二原画・動画・デジタルペイント・制作協力）
- それいけ!アンパンマン 妖精リンリンのひみつ （2008年、動画）

### ゲーム
- PROJECT X ZONE 2:BRAVE NEW WORLD （2015年、バトルカットインアニメーション原画）

## 海外リンク
- GK Entertainment 公式サイト